# Étienne Jodelle
Étienne Jodelle (Pariz, 1532. – Pariz, 1573.) bio je francuski pjesnik i dramatičar.

## Životopis
Bio je član član pjesničke skupine Plejade. S 20 godina napisao je djelo „Zarobljena Kleopatra” (Cléopâtre captive, 1552.) koje je značajno kao prva francuska tragedija uopće. Smatra ga se začetnikom te književne vrste, koja će kasnije u 17. stoljeću doživjeti procvat.
Ostala djela:
- Didonina žrtva (Didon se sacrifiant, 1564.; tragedija);
- Eugène (1552.; komedija);
- Susret (La Rencontre, 1556.; komedija).